# 熊爸熊孩子
《熊爸熊孩子》（英語：Super Dad & Super Kids），2017年中国家庭剧。由沙溢、胡可、李金铭、李佳航领衔主演，南京影视频道于2017年10月25日首播，央视八套于2018年1月17日上星播出。

## 播出时间
| 频道         | 所在地   | 播映日期       | 播出时间         | 备注 |
| ------------ | -------- | -------------- | ---------------- | ---- |
| 南京影视频道 | 中国大陆 | 2017年10月25日 |                  |      |
| 央视八套     | 中国大陆 | 2018年1月17日  |                  |      |
| 八大第一台   | 臺灣     | 2020年1月20日  | 星期一至五 19:00 |      |

## 劇情介紹
35岁投资公司副总经理熊雄，在人生即将迈向成功的时刻，被副手李有为暗算失业，又得罪贤惠美丽的妻子金子。妻子离家出走，留给他一个叛逆儿子维尼和女儿小小熊。他被儿子定义为“狗熊爸爸”。此外，不着调摄影师尤用、替姐姐监督后院的小姨银子、动辄以左勾拳解决问题的老丈人老陶、开房车周游全国的爹妈、知性大龄女班主任林老师、纠缠不休的女金领段雨楠，都让熊雄的生活几番风雨，原本的职场“战神”不得不回归家庭当起“奶爸”。然而通过和孩子们的相处，熊雄终于认识到自己性格的问题，成功蜕变成一个真正的好男人、好爸爸，也在和老婆的“面包大战”中重新赢回芳心，成为一个事业家庭两不误的无敌爸爸。

## 演员列表

### 主要演员
| 演員   | 角色   | 介紹 |
| 沙溢   | 熊雄   | 熊雄原本是成功典范，在人生最得意的时刻却被自己的副手暗算失业。与此同时，他又得罪了温柔贤惠的妻子金子，只留给他一对令人头疼的叛逆儿子维尼和女儿小小熊。于是，原本“两耳不闻家务事，一心只做精英男”的熊雄，不得不变身“超级奶爸”，家庭、事业、感情多头开战。 |
| 刘峻喆 | 熊维尼 | 熊雄与陶金子儿子。古灵精怪、调皮可爱，在父母遭遇信任危机时他果断帮助妈妈想出走为上策的妙计，金子前往法国学习的契机也成为了熊雄回归家庭扭转剧情的催化剂，而这一切则归功于儿子“熊维尼”。                                                                   |
| 胡可   | 陶金子 | 开朗、外向、内心倔强，最大的理想是开一家自己的面包店，熊雄也曾经出钱给金子开了一个，熊雄以生二胎为由让金子放弃了面包店，将店面送给了金子的妹妹银子。 |
| 李金铭 | 陶银子 | 熊雄的小姨子，她也不是省油的灯。一方面，她“坑姐夫”坑出了新高度，天天玩跟踪，誓要为姐姐金子看好后院，见神杀神，遇上“不懂事的小妖精”就补上一刀。另一方面，她倒追尤用追到没脸没皮，恨不得立马扑倒玩“壁咚”。                                                 |
| 李佳航 | 尤用   | 熊雄家的长期租客，一位不着调又有些蠢萌的摄影艺术家。尤用在熊雄家暂住期间，不仅帮助熊雄与“熊孩子”维尼斗智斗勇，还成为了熊雄和陶金子之间的润滑剂，学习到了不少育儿经。                                                                                     |

### 其他演员
| 演員   | 角色   | 介紹 |
| 韩立   | 李有为 | 熊雄的副手，负责行业评估分析，与熊雄住在同一个小区。表面看起来对熊雄恭敬有加，但实则早就对其心怀不满，暗地布局反击。 |
| 张熙媛 | 段雨楠 | 熊雄的同事，一心想和熊雄在一起。                                                                                     |
| 王博谷 | 毛小春 | 李有为的老婆。 |
| 邹秋积 | 李小为 | 李有為的小孩，與熊維尼是同學兼好友。                                                                                 |
| 梁家仁 | 老陶   | 动辄以左勾拳解决问题的老丈人老陶。                                                                                   |
| 贺加   | 秦壮壮 | 熊爸儿子的同学。 |
| 徐玺涵 | 董瑶瑶 | 董瑤瑤是熊維尼的同班同學，班裡的班長。她就像個小大人一樣，一直幫班主任管理班上的同學。                               |

## 收視率
| 中国 中央电视台电视剧频道 首播收视率 |               |             |             |             |           |           |           |                                          |
| 集數                                 | 播出日期      | CSM52城市网 | CSM52城市网 | CSM52城市网 | CSM全国网 | CSM全国网 | CSM全国网 | 備註                                     |
| 集數                                 | 播出日期      | 收視率      | 收視份額    | 排名        | 收視率    | 收視份額  | 排名      | 備註                                     |
| 1-3                                  | 2018年1月17日 | 0.672       | 2.485       | 8           | 1.08      | 4.14      | 3         | 湖南《极光之恋》完結                     |
| 4-6                                  | 2018年1月18日 | 0.612       | 2.213       | 7           | 1.13      | 4.22      | 3         |                                          |
| 7-9                                  | 2018年1月19日 | 0.704       | 2.459       | 7           | 1.15      | 4.1       | 2         |                                          |
| 10-12                                | 2018年1月20日 | 0.739       | 2.553       | 6           | 1.13      | 4.02      | 1         |                                          |
| 13-15                                | 2018年1月21日 | 0.719       | 2.498       | 7           | 1.14      | 4.14      | 2         |                                          |
| 16-18                                | 2018年1月22日 | 0.746       | 2.655       | 8           | 1.31      | 4.98      | 1         |                                          |
| 19-21                                | 2018年1月23日 | 0.793       | 2.806       | 7           | 1.4       | 5.13      | 1         | 湖南《我站在桥上看风景》開播             |
| 22-24                                | 2018年1月24日 | 0.753       | 2.663       | 7           | 1.4       | 5.03      | 2         | 浙江《莫斯科行動》完結                   |
| 25-27                                | 2018年1月25日 | 0.86        | 2.977       | 6           | 1.47      | 5.2       | 2         | 浙江《和平飯店》開播                     |
| 28-30                                | 2018年1月26日 | 0.847       | 2.911       | 4           | 1.43      | 5         | 1         |                                          |
| 31-33                                | 2018年1月27日 | 0.87        | 2.915       | 5           | 1.64      | 5.56      | 1         |                                          |
| 34-35                                | 2018年1月28日 | 0.885       | 2.708       | 5           | 1.8       | 5.49      | 1         |                                          |
| 平均收視                             | 平均收視      | 0.763       | 2.656       | 不適用      | 1.33      | 4.86      | 不適用    | 单集最高收视率1.81，单集最高收视份额6.93 |

1. 同时段或交叉时段主要节目：
  - CCTV-1：《換了人間》
  - 湖南：
    - 金鹰独播剧场：《我的青春遇见你》
    - 青春进行时：《极光之恋》／《我站在桥上看风景》
    - 钻石独播剧场：《凤囚凰》

  - 東方：
    - 東方剧场：《恋爱先生》
    - “心动80分”周播剧场：《琅琊榜之风起长林》

  - 浙江：《莫斯科行動》／《和平饭店》
  - 江苏：《恋爱先生》
  - 北京：
    - 品质剧场：《琅琊榜之风起长林》
    - 新剧场：《琅琊榜之风起长林》
2. 数据由广视索福瑞提供，调查范围为四岁以上之观众。
3. 以上收视排名包括央视在内。
4. 收視最低的集數以藍色表示，收視最高的集數以紅色表示
5. 资料来源：卫视这些事儿、TV未知数